# Сан Тамаро
Сан Тамаро (итал. San Tammaro) је насеље у Италији у округу Казерта, региону Кампанија.
Према процени из 2011. у насељу је живело 4925 становника. Насеље се налази на надморској висини од 28 м.

## Становништво
| 1931. | 1936. | 1951. | 1961. | 1971. | 1981. | 1991. | 2001. | 2011. |
| ----- | ----- | ----- | ----- | ----- | ----- | ----- | ----- | ----- |
| 1.978 | 2.031 | 2.179 | 2.243 | 2.172 | 2.392 | 3.429 | 4.400 | 5.064 |